# Duchnice

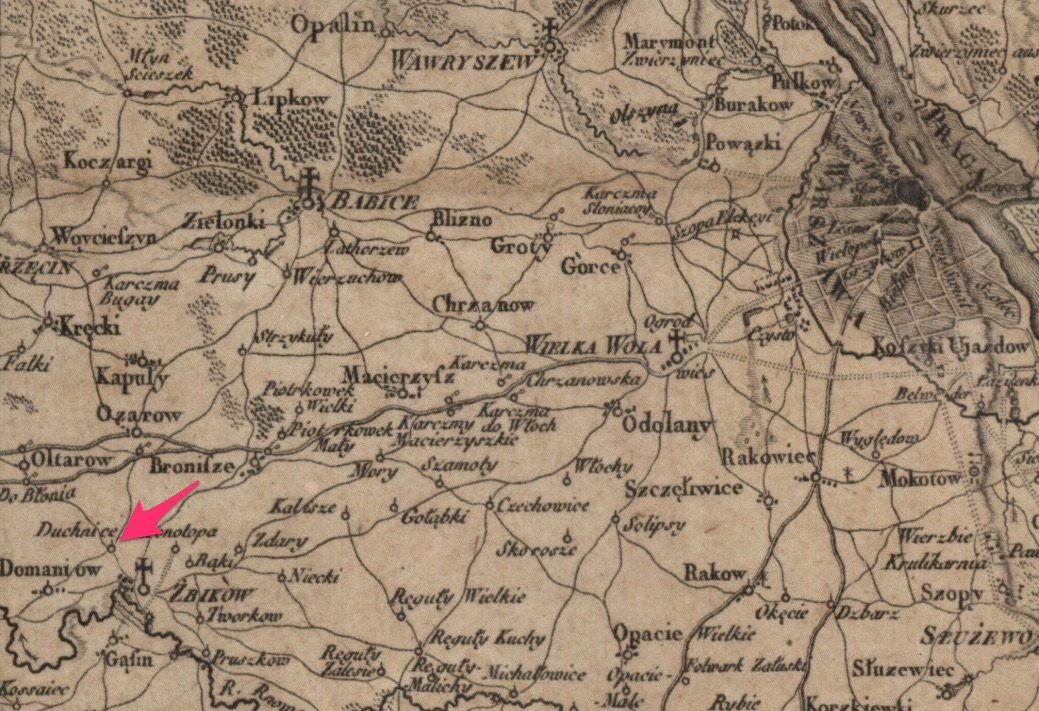
Duchnice na mapie z 1794

Duchnice – wieś w Polsce położona w województwie mazowieckim, w powiecie warszawskim zachodnim, w gminie Ożarów Mazowiecki. Ma status sołectwa.
Wieś szlachecka położona była w drugiej połowie XVI wieku w powiecie błońskim ziemi warszawskiej województwa mazowieckiego. W latach 1975–1998 miejscowość administracyjnie należała do województwa warszawskiego. Według stanu na 2009 rok sołectwo Duchnice liczyło 1897 mieszkańców.

## Położenie
Wieś jest położona na południe od Ożarowa Mazowieckiego, z którym graniczy przez ulicę Duchnicką. Zabudowa składa się z dwóch praktycznie nie połączonych ze sobą części. Zwarta zabudowa stanowiąca wschodnią część Duchnic przylega bezpośrednio do Ożarowa Mazowieckiego i stanowi z nim spójny organizm mieszkaniowy. Powstała poprzez parcelację części gruntów RSP Duchnice. Na wschód od tego terenu znajduje się część przemysłowa, a w niej Ożarów Business Park, oddział firmy Bioton z Macierzysza oraz Rolnicza Spółdzielnia Produkcyjna "Duchnice". W południowej części wsi znajduje się dwór z parkiem krajobrazowym i dom zakonny Zgromadzenia Sióstr Westiarek Jezusa. Część zachodnia to luźna zabudowa wiejska rozrzucona wśród wielkoobszarowych pól uprawnych. Dla całego terenu administracyjnego wspólną południową granicę stanowi ulica Żytnia, która oddziela wieś od Żbikowa – dzielnicy Pruszkowa. Pomimo iż jej większa część nie posiada trwałej nawierzchni, stanowi ruchliwe przedłużenie drogi powiatowej z Jawczyc do drogi wojewódzkiej nr. 718. Ta droga jest zachodnią granicą Duchnic, od wschodu wieś graniczy z Konotopą.
W odległości 300 m od granicy południowej wsi przebiega autostrada A2.

## Historia wsi
Majątek w Duchnicach należał do Antoniego Szamockiego, który odziedziczył je po stryju Wojciechu. Duchnice w 1823 zostały sprzedane na licytacji Janowi Bogumiłowi Stenzlowi, który zarządzał tu przez jedenaście lat. Po jego śmierci w 1834 dobra odziedziczyła wdowa – Magdalena z Fuszerów oraz dzieci: Jan Bogumir, Karol August, Jan Edward, Matylda ze Stenzlów Szmidtowa i Celestyna Filipina Amalia. Ten stan rzeczy trwał przez kilka lat. Ostatecznie w 1845 dobra duchnickie zostały wystawione na licytację i sprzedane Janowi Duczyńskiemu, który zmarł w 1848 i sytuacja powtórzyła się – majątek odziedziczyli jego liczni potomkowie. Mikołaj Duczyński, najstarszy syn Jana, spłacił wszystkich kupując te dobra w 1848 na publicznej licytacji. Mikołaj Duczyński po przejęciu dóbr duchnickich nie był w stanie podołać finansowo ich utrzymaniu i z posiadanych 18 włók 5 sprzedał okolicznym rolnikom. Nie poprawiło to jego sytuacji finansowej i w 1850 sprzedał majątek małżeństwu Strőhmerów. Ci zaś po kolejnych kilku miesiącach sprzedali je Janowi Henrykowi Klawe, współwłaścicielowi browaru przy ulicy Krochmalnej. Jan Henryk Klawe przed śmiercią sprzedał majątek Kobylańskim, od których w 1882 odkupił go Stanisław Kierbedź. Ostatnie lata życia, jako rządca majątku, spędził tu Antoni Szymborski – dziadek Wisławy Szymborskiej. Tu też napisał wspomnienia ze swojego życia.  
Przed 1935 Duchnice należały do rodziny Derszów, którzy sprzedali je Marii Dunajewskiej z d. Gałczyńskiej. Od 1948 właścicielką była Jadwiga Modrzejewska z d. Gałczyńska, która w 1976 sprzedała część ziemi. Przez 40 lat w parterowej części pałacu mieściło się przedszkole. Po śmierci Jadwigi, od 2006 pałac należy do bratanic ostatniej właścicielki – Doroty i Marii Gałczyńskich.

## Obiekty zabytkowe

### Park
Park krajobrazowy o pow. 1,46 ha powstał prawdopodobnie równocześnie z budową dworu. Pierwotny kształt parku był regularny z dwiema osiami widokowymi, dziś jego duża część została wykarczowana i jest użytkowana jako pole uprawne. 

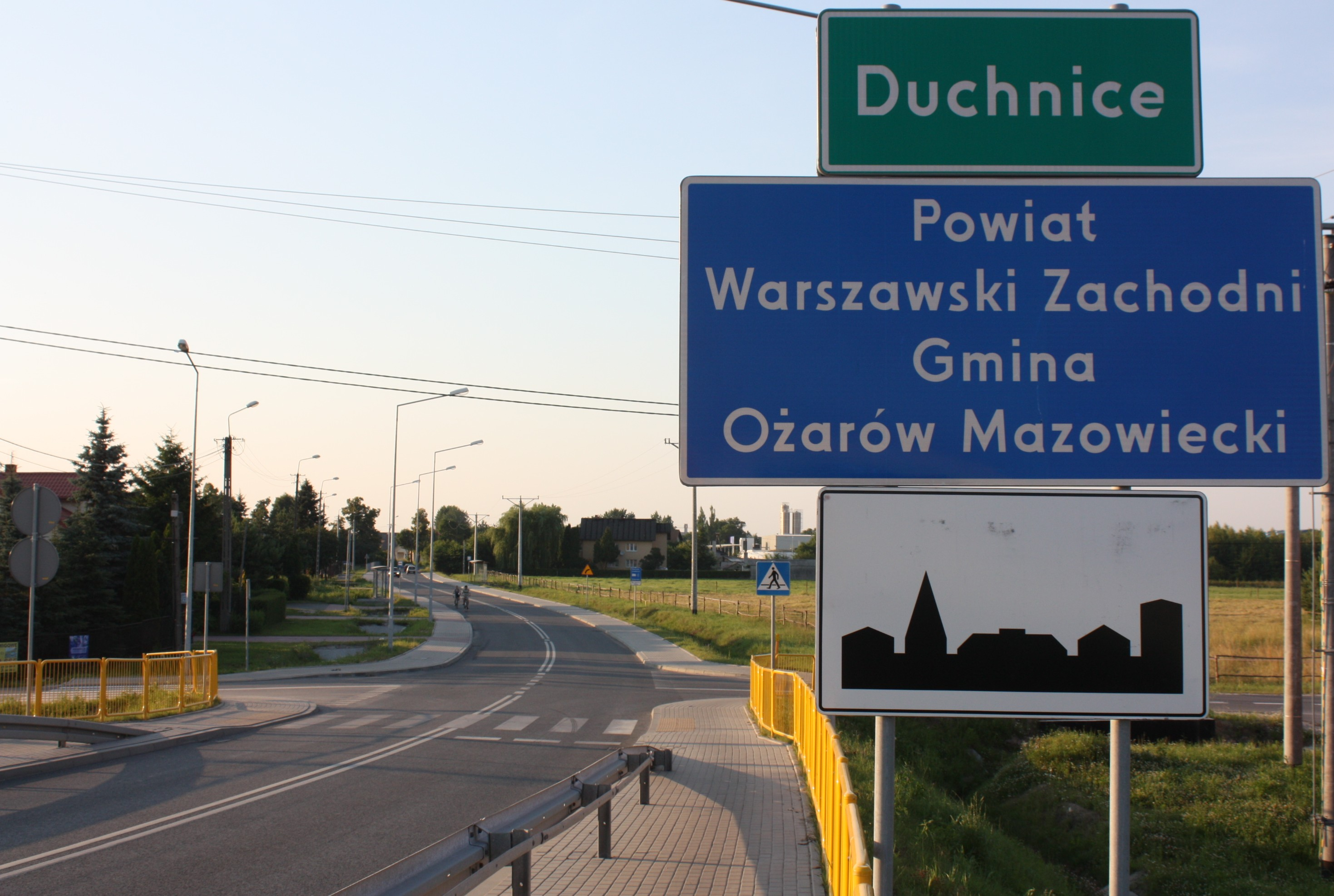
Wjazd od strony Pruszkowa

## Transport

### Drogi
- kierunek Józefów - Domaniew - Żbików - Duchnice - Ożarów - Strzykuły
- kierunek Borzęcin - Ołtarzew - Pruszków
- Droga powiatowa 4117W - łącząca Jawczyce - Konotopę - Duchnice ul. Żytnia - 718

### Transport pasażerski
- Linia autobusowa PKS Grodzisk Maz.: Helenówek – Pruszków os. Staszica – Ożarów Mazowiecki-Kościół 01
- Najbliższy dworzec kolejowy znajduje się w Ożarowie Mazowieckim, w odległości około 1,5 km na północ.